# Круммес, Фёдор Христофорович
Фёдор Христофорович Круммес (нем. Theodor Ernst von Krummes, ?—1849) — генерал-майор, участник Кавказских походов, Тифлисский комендант.

## Биография
Происходил из дворян Курляндской губернии. В военную службу вступил в 1811 году подпрапорщиком в Севский пехотный полк.
В 1812 году он был произведён в прапорщики и принял участие в отражении нашествия Наполеона в Россию. Отличился в сражениях при Клястицах и Полоцке. В Заграничных кампаниях 1813 и 1814 годов был в сражениях при Лютцене, Бауцене, Дрездене, за отличие в Битве народов под Лейпцигом награждён орденом Св. Владимира 4-й степени с бантом и далее сражался при Труа, Арси-сюр-Обе, Фер-Шампенуазе и под стенами Парижа. В 1814 году уже был штабс-капитаном и ротным командиром, в конце того же года переведён в Брянский пехотный полк.
В 1819 году произведён в майоры (по данным кавалерского списка ордена «Пур ле Мерит» Круммес майором был уже в 1814 году), в 1825 году переведён в Орловский пехотный полк и в 1827 году получил чин подполковника. Принимал участие в русско-турецкой войне 1828—1829 годов, отличился при осаде Силистрии и взятии Шумлы. С 1829 года командовал пехотным фельдмаршала Дибича-Забалканского полком. В 1831 году участвовал в подавлении восстания в Польше.
6 декабря 1837 года произведён в генерал-майоры и 30 декабря назначен командиром 2-й бригады 19-й пехотной дивизии. Далее до конца жизни Круммес находился на Кавказе. В 1839 году отличился при походе в Ахты и Рутул в Дагестане. В 1841 году за покорение аула Чиркей был награждён орденом Св. Станислава 1-й степени. С 23 октября 1845 года возглавлял 1-ю бригаду 20-й пехотной дивизии, а с 5 марта следующего года — 2-ю бригаду 21-й пехотной дивизии. 8 октября 1847 года зачислен по армии и назначен комендантом Тифлиса. Скончался 2 октября 1849 года.

## Награды
Среди прочих наград Круммес имел следующие:
- Орден Святой Анны 3-й степени (1812 год, впоследствии переименован в 4-ю степень)
- Орден Святого Владимира 4-й степени с бантом (1813 год)
- Орден Святой Анны 2-й степени (1830 год, императорская корона к этому ордену пожалована в 1831 году)
- Орден Св. Станислава 3-й степени (1832 год)
- Польский знак отличия за военное достоинство (Virtuti Militari) 3-й степени (1832 год)
- Орден Святого Георгия IV класса, за беспорочную выслугу 25 лет в офицерских чинах (1 декабря 1835 года, № 5129 по кавалерскому списку Григоровича — Степанова)
- Орден Святого Владимира 3-й степени (1839 год)
- Орден Святого Станислава 1-й степени (1841 год)
- Прусский орден Pour le Mérite (13 октября 1814 года[2]
- Прусский орден Красного орла 3-й степени (1835 год)